# Lursjön, Bohuslän
Lursjön är en sjö i Tanums kommun i Bohuslän och ingår i Örekilsälven-Strömsåns kustområde. Sjön är 5,9 meter djup, har en yta på 0,158 kvadratkilometer och befinner sig 41,9 meter över havet. Sjön avvattnas av vattendraget Hogarälven.

## Delavrinningsområde
Lursjön ingår i det delavrinningsområde (652914-123895) som SMHI kallar för Mynnar i havet. Medelhöjden är 65 meter över havet och ytan är 35,52 kvadratkilometer. Det finns inga avrinningsområden uppströms utan avrinningsområdet är högsta punkten. Avrinningsområdets utflöde Hogarälven mynnar i havet. Avrinningsområdet består mestadels av skog (67 %), öppen mark (15 %) och jordbruk (16 %). Avrinningsområdet har 0,16 kvadratkilometer vattenytor vilket ger det en sjöprocent på 0,4 %.